# Ayr (Nebraska)
Ayr es una villa ubicada en el condado de Adams en el estado estadounidense de Nebraska. En el Censo de 2010 tenía una población de 94 habitantes y una densidad poblacional de 207,39 personas por km².

## Geografía
Ayr se encuentra ubicada en las coordenadas 40°26′18″N 98°26′27″O / 40.43833, -98.44083. Según la Oficina del Censo de los Estados Unidos, Ayr tiene una superficie total de 0.45 km², de la cual 0.45 km² corresponden a tierra firme y (0%) 0 km² es agua.

## Demografía
Según el censo de 2010, había 94 personas residiendo en Ayr. La densidad de población era de 207,39 hab./km². De los 94 habitantes, Ayr estaba compuesto por el 100% blancos, el 0% eran afroamericanos, el 0% eran amerindios, el 0% eran asiáticos, el 0% eran isleños del Pacífico, el 0% eran de otras razas y el 0% pertenecían a dos o más razas. Del total de la población el 0% eran hispanos o latinos de cualquier raza.